# Покрівка (Польща)
Покрівка (або Покрова, Покровня, Покрувка, пол. Pokrówka) — село в Польщі, у гміні Холм Холмського повіту Люблінського воєводства. Населення — 1795 осіб (2011).

## Історія
1510 року вперше згадується православна церква в селі.
За даними етнографічної експедиції 1869—1870 років під керівництвом Павла Чубинського, у селі здебільшого проживали греко-католики, які розмовляли українською мовою.
У 1930 році господар Григор Новосад балотувався на виборах до Сейму від Українського Виборчого Блоку #11, від села Покрівка. 
У 1938 році польська влада в рамках великої акції руйнування українських храмів на Холмщині і Підляшші знищила місцеву православну церкву.
У 1975—1998 роках село належало до Холмського воєводства.

## Населення
Демографічна структура станом на 31 березня 2011 року:
|          | Загалом | Допрацездатний вік | Працездатний вік | Постпрацездатний вік |
| -------- | ------- | ------------------ | ---------------- | -------------------- |
| Чоловіки | 880     | 181                | 632              | 67                   |
| Жінки    | 915     | 206                | 562              | 147                  |
| Разом    | 1795    | 387                | 1194             | 214                  |